# Sân vận động Thành phố Koševo
Sân vận động Thành phố Koševo (tiếng Bosnia, tiếng Croatia và tiếng Serbia: Gradski stadion Koševo / Градски стадион Кошево), còn được gọi là Sân vận động Olympic Koševo hoặc Sân vận động Asim Ferhatović - Hase (tiếng Bosnia, tiếng Croatia và tiếng Serbia: Stadion Asim Ferhatović Hase / Стадион Асим Ферхатовић Хасе), là một sân vận động đa năng nằm ở khu vực Koševo của Sarajevo, Bosna và Hercegovina. Tên gọi chính thức của sân là Sân vận động Olympic Koševo – Asim Ferhatović-Hase. Sân vận động thuộc sở hữu của thành phố Sarajevo và được câu lạc bộ bóng đá FK Sarajevo cho thuê dài hạn. FK Sarajevo đã đề xuất tên gọi mới của sân cho các sự kiện thể thao và bóng đá, để vinh danh cố cầu thủ bóng đá và huyền thoại của câu lạc bộ, Asim Ferhatović - Hase. Sân đã tổ chức lễ khai mạc Thế vận hội Mùa đông 1984.